# Antimoniuro de galio
El antimoniuro de galio (GaSb) es un semiconductor binario de la familia de semiconductores III-V.
Se caracteriza por tener una  banda prohibida o gap de aproximadamente 0.72 eV a 300 K.
Se suele utilizar para fabricar dispositivos optoelectrónicos que trabajen en el rango de longitudes de onda infrarrojas, como detectores o células termofotovoltaicas.